# Don Taylor (ator)
Don Taylor (Freeport, 13 de dezembro de 1920 — Los Angeles, 29 de dezembro de 1998) foi um ator e diretor de cinema norte-americano mais conhecido por suas atuações em filmes clássicos como Stalag 17.
Don morreu em Los Angeles, aos 78 anos, em 29 de dezembro de 1998, vítima de insuficiência cardíaca. Atualmente, se encontra sepultado no Westwood Village Memorial Park Cemetery.

## Filmografia parcial
- 1948 - The Naked City (br:Cidade Nua)
- 1951 - Flying Leathernecks (Horizonte de Glórias)
- 1951 - The Blue Veil (Ainda Há Sol em Minha Vida)
- 1951 - Submarine Command (O Tigre dos Mares)
- 1953 - Stalag 17 (Inferno n° 17)
- 1955 - I'll Cry Tomorrow (br: Eu Chorarei Amanhã); pt: Uma  Mulher no Inferno)
- 1956 - The Bold and the Brave (br: O Preço da Audácia; pt: Os Bravos Também Amam)